# Ingrida Šimonytė
Ingrida Šimonytė (/ɪŋʲɡʲrʲɪˈdɐ ɕɪmoːˈnʲîːtʲeː/) est une économiste et femme politique lituanienne, née le 15 novembre 1974 à Vilnius (RSS de Lituanie). Membre de l'Union de la patrie - Chrétiens-démocrates lituaniens (TS-LKD), elle est Première ministre de 2020 à 2024.
Elle est ministre des Finances entre 2009 et 2012 dans le second gouvernement de centre droit d'Andrius Kubilius. Elle intègre le Seimas en 2016 et échoue trois ans plus tard à l'élection présidentielle de 2019 face à Gitanas Nausėda. À l'occasion des élections législatives de 2020, elle mène la TS-LKD puis devient Première ministre à l'issue du scrutin. Candidate du TS-LKD à l'élection présidentielle de 2024, elle arrive en deuxième position au premier tour et est à nouveau battue par Gitanas Nausėda, président sortant.

## Formation
Elle achève ses études secondaires en 1992, et intègre alors la faculté de sciences économiques de l'université de Vilnius.
En 1996, elle obtient sa licence en administration des affaires. Deux ans plus tard, elle décroche un master de finances au sein de cette même faculté.

## Carrière administrative
Ingrida Šimonytė a effectué toute sa carrière au sein de l'administration du ministère des Finances lituanien.
Elle commence par occuper le poste d'économiste en chef à la division des Impôts de la direction de la Politique fiscale entre 1997 et 1998, avant de devenir responsable des impôts indirects au sein de la direction des Impôts jusqu'en 2001.
En 2002, elle est nommée directrice des impôts, puis sous-secrétaire du ministère des Finances en 2004. Elle conserve ce poste durant cinq ans.

## Carrière politique

### Ministre puis députée
Le 7 juillet 2009, Ingrida Šimonytė est nommée ministre des Finances du second gouvernement d'Andrius Kubilius en remplacement d'Algirdas Šemeta, nommé commissaire européen au Budget et à la Programmation financière une semaine plus tôt. Rimantas Šadžius lui succède le 12 décembre 2012.
À l'occasion des élections législatives de 2016, elle est élue dès le premier tour dans la 3e circonscription, précédemment représentée par Andrius Kubilius. Candidate indépendante à l'élection présidentielle de 2019, soutenue par l'Union de la patrie - Chrétiens-démocrates lituaniens, elle arrive en tête du premier tour avec 31,53 % des suffrages exprimés, mais est battue au second tour par Gitanas Nausėda.

### Première ministre de Lituanie
Pour les élections législatives d'octobre 2020, Ingrida Šimonytė est choisie comme cheffe de file de l'Union de la patrie - Chrétiens-démocrates lituaniens (TS-LKD).
Le 24 novembre 2020, Ingrida Šimonytė est désignée Première ministre par le Seimas par 62 voix favorables. Elle est officiellement nommée par le président Gitanas Nausėda et investie le 11 décembre suivant.
À l'été 2021, dans un contexte de flux migratoire inédit (environ 1 700 arrivées entre janvier et juillet 2021, contre moins d'une centaine par an habituellement), le gouvernement lituanien adopte des mesures visant à réprimer plus sévèrement l’immigration. La nouvelle législation prévoit l'incarcération des migrants arrivés illégalement pour une durée minimum de six mois, restreint la possibilité d’obtenir l’asile en limitant le droit d’appel des demandeurs déboutés et en autorisant les expulsions même si une procédure d’appel est en cours. D’autres droits leur seront également refusés, comme celui de bénéficier de l'aide d'un interprète ou d’obtenir des informations sur la procédure d’asile.
Le 22 novembre 2022, Šimonytė rejoint l'Union de la patrie - Chrétiens-démocrates lituaniens.
Candidate du TS-LKD à l'élection présidentielle de 2024 dont le premier tour se déroule le 12 mai, Šimonytė termine en deuxième position avec 20,02 % des voix, loin derrière le président sortant Gitanas Nausėda et se qualifie pour le second tour le 26 mai. Elle est à nouveau battue par Nausėda à l'issue du second tour de l'élection présidentielle, recueillant 24,71 % des suffrages exprimés.
Šimonytė est cheffe de file de l'Union de la patrie - Chrétiens-démocrates lituaniens pour les élections législatives de 2024. Son parti est en recul lors du premier tour, arrivant deuxième après le Parti social-démocrate. Le second tour confirme son recul et sa deuxième place.